# Oratorio della Santissima Annunziata (Dicomano)
L'oratorio della Santissima Annunziata si trova a Montedomini, frazione di Dicomano.

## Storia e descrizione
La piccola cappella, di antica origine, fu ricostruita nelle attuali forme nel corso del secolo XVIII. Nell'interno, ad aula unica coperta a volta, sono due altari in pietra serena attribuibili a maestranze locali della metà del Settecento. Sull'altar maggiore, edificato nel 1780 in sobrie forme tardobarocche, si conserva un notevole ed interessante affresco forse della fine del secolo XV raffigurante l'Annunciazione, assegnato ad un pittore ancora ignoto vicino a Luca Signorelli.